# Сес (река)
Сес (фр. Cesse) је река у Француској. Дуга је 54 km. Улива се у Од. 